# سیارک ۲۸۹۸
سیارک ۲۸۹۸ (به انگلیسی: 2898 Neuvo، نامگذاری:1938DN) دو هزار و هشتصد و نود و هشتمین سیارک کشف شده‌است که در ۲۰ فوریه ۱۹۳۸ کشف شد.
قدر مطلق سیارک برابر ۱۲٫۵۰ است.